# Habromyia coeruleithorax
Habromyia coeruleithorax är en tvåvingeart som beskrevs av Samuel Wendell Williston  1888. Habromyia coeruleithorax ingår i släktet Habromyia och familjen blomflugor. Inga underarter finns listade i Catalogue of Life.